# Haga (district)
Haga (芳賀郡, Haga-gun) is een district van de Japanse prefectuur Tochigi.
Op 1 april 2009 had het district een geschatte bevolking van 68.779 inwoners en een bevolkingsdichtheid van 173 inwoners per km². De totale oppervlakte bedraagt 396,72 km².

## Dorpen en gemeenten
- Haga
- Ichikai
- Mashiko
- Motegi

## Geschiedenis
Op 23 maart 2009 werd het dorp Ninomiya samengevoegd met de stad Moka.
Steden:
Ashikaga · Kanuma · Mōka · Nasukarasuyama · Nasushiobara · Nikkō · Ōtawara · Oyama · Sakura · Sano · Shimotsuke · Tochigi · Utsunomiya (hoofdstad) · Yaita

Districten:
Haga · Kawachi · Nasu · Shimotsuga · Shioya
Gemeenten per district